# 经堂古寺
经堂古寺，位于中国广东省佛山市禅城区市新风路，为一处佛教古建筑。东晋时，有西域僧人在塔坡岗建茅屋并讲经说法，此乃经堂古寺之始。东晋安帝隆安二年（398年），在此建立“塔坡寺”。明天启七年（1627年）塔坡古寺重建，咸丰年间，该寺庙被焚毁；光绪年间再次重建。1998年4月30日，列入佛山市文物保护单位。
经堂古寺现位于中共佛山市委党校校园之内。